# احمد ارچنگ
احمد هرتمنی معروف به ارچنگ (اردیبهشت ۱۲۹۳– ۱۷ اردیبهشت ۱۳۶۹ خورشیدی) نقاش و طراح فرش ایرانی بود.

## زندگی‌نامه
احمد ارچنگ در سال ۱۲۹۳ خورشیدی در روستای هراتمه ، شهرستان مبارکه به دنیا آمد. پدرش ملامحمد هرتمنی بود. بعد از اتمام کلاس پنجم دبستان، به توصیهٔ مدیر مدرسه‌ای که در آن مشغول به تحصیل بود به کارگاه قالیبافی رفته در آنجا قالیبافی و سپس نقشه‌خوانی را فرا گرفت.
در سال ۱۳۱۳ در حالی که فقط بیست سال داشت، در مسابقه طراحی کاشی پشت بغل‌های میدان نقش جهان اصفهان که از طرف شهرداری اصفهان و زیر نظر آندره گدار فرانسوی سرپرست وقت اداره باستان‌شناسی به جهت مرمت آن بنا برگزار شد رتبهٔ نخست را به دست آورد. به این ترتیب زمینه مساعدی برای کار و تجربه روی طرح‌های مختلف ایرانی در زمینه کاشی به دست آورد.
از مشوقان او در امر آموزش می‌توان به غلامحسین اسلیمی از هنرمندان قالیبافی اشاره کرد که وی را برای رنگ‌آمیزی و نقطه‌چینی طرح‌های نصرالله رفاییل (گچکار) به باغ ملی برد.
در زمانی که او در باغ ملی مشغول به فعالیت بود اشخاصی چون آرتور پوپ به بازدید از آثار وی آمده و تشویق‌های آن ایرانشناس باعث شد که احمد ارچنگ به کار طراحی از روی بناهای تاریخی روی آورد.
از جمله شاگردان وی می‌توان به عباس کرباسیون اشاره کرد.

## نکوداشت
همایش نکوداشت یکصدمین سال استاد احمد ارچنگ؛ پدیده طراحی فرش اصفهان با حضور جمعی از مسئولین و استادان مطرح فرش اعم از طراحی، نقاشی، بافنده و تولیدکننده برگزار شد.